# AMX index
Der AMX index ist ein niederländischer Börsenindex, abgeleitet vom Amsterdam Midcap Index (synonym Midcap index bzw. Midcap). Der Index besteht seit 1995. Er enthält Aktienwerte niederländischer Unternehmen, die an der Amsterdamer Börse (Euronext Amsterdam) gelistet sind und nach Marktkapitalisierung wertmäßig auf den Rängen 26 bis 50 platziert sind. Die 25 wertmäßig größten Aktienwerte sind dagegen im AEX-Index zusammengefasst.

## Zusammensetzung
Der AMX Index setzt sich aus folgenden Unternehmen zusammen (Stand: 31. Dezember 2024).
| Name                         | Branche                | Indexgewichtung in % | Logo |
| ---------------------------- | ---------------------- | -------------------- | ---- |
| Aalberts                     | Metallverarbeitung     | 7,79                 |      |
| Advanced Metallurgical Group | Metalle                | 0,98                 |      |
| Air France-KLM               | Fluggesellschaft       | 2,68                 |      |
| Alfen                        | Elektroindustrie       | 0,60                 |      |
| Allfunds Group               | Banken                 | 4,63                 |      |
| Aperam                       | Stahl                  | 2,47                 |      |
| Arcadis                      | Dienstleistungen       | 9,70                 |      |
| Basic-Fit                    | Fitnessstudios         | 2,04                 |      |
| Corbion                      | Nahrungsmittel         | 2,63                 |      |
| CTP                          | Immobilien             | 3,80                 |      |
| Eurocommercial               | Immobilien             | 2,19                 |      |
| Fagron                       | Pharma                 | 2,52                 |      |
| Flow Traders                 | Finanzdienstleistungen | 1,68                 |      |
| Fugro                        | Öl & Gas               | 3,46                 |      |
| Galapagos                    | Pharma                 | 2,19                 |      |
| InPost                       | Finanzdienstleistungen | 8,47                 |      |
| JDE Peet’s                   | Genussmittel           | 4,59                 |      |
| Just Eat Takeaway            | Essenslieferdienste    | 5,29                 |      |
| OCI                          | Chemie                 | 2,34                 |      |
| SBM Offshore                 | Anlagenbau             | 4,89                 |      |
| Signify                      | Lichttechnik           | 5,68                 |      |
| TKH Group                    | Kabel                  | 2,24                 |      |
| Van Lanschot Kempen          | Banken                 | 3,42                 |      |
| Vopak                        | Dienstleistungen       | 6,09                 |      |
| WDP                          | Immobilien             | 7,61                 |      |